# Mem Soares de Melo
Mem Soares de Melo (m. 1262) foi um nobre do Reino de Portugal e o 1.º Senhor de Melo. Exerceu o cargo de alferes-mor do rei D. Afonso III de Portugal tendo participado com este rei na Tomada de Faro ocorrida em 1249.

## Biografia
Foi Rico-homem do Conselho do rei D. Afonso III de Portugal em 1248, tendo-o acompanhado na Conquista do Algarve e na Tomada de Faro em 1249. Aparece documentado na Cúria algarvia com o título de privatus regis.
Exerceu o cargo de Governador na cidade de Gouveia corria o ano de 1258 e na cidade Leiria em 1254.
Foi o 1.º da sua linhagem e usar o nome Melo, que foi buscar aos seus territórios na honra de Melo, no termo da cidade de Gouveia.
No ano de 1304, na documentação deixada pelos seus netos no acto de uma partilha de património é informado que a esta propriedade se anexavam vários bens nas localidades de Folgosinho, Gouveia, Vila Cortês da Serra e Linhares. Era ainda referido a propriedade de Vitorino dos Piães e os casais de Aborim e Cossourado, e vários outros bens que possuía nas localidade de Ponte de Lima e de Barcelos.
Em 1243, junho, recebeu conjuntamente com a sua esposa parte de uma herdade localizada entre a Covilhã e Manteigas.

## Relações familiares
Foi filho de Soeiro Raimundes de Riba de Vizela e de Urraca Viegas Barroso, filha de Egas Gomes Barroso e de Urraca Vasques de Ambia. Casou com Teresa Afonso Gato, filha de Afonso Pires Gato e de Urraca Fernandes de Lumiares, de quem teve:
- Afonso Mendes de Melo[4](m. antes de 1304), 2.º senhor de Melo casou com Inês Vasques da Cunha,[5] filha de Vasco Lourenço da Cunha, 2º senhor do Morgado de Tábua e de Teresa Pires Portel;

- Rui Mendes de Melo casou com Mór Martins do Vinhal;[4]
- Maria Mendes de Melo casou com Paio Correia, o alvarazento;[4]
- Teresa Mendes de Melo;[6]
- Sancha Mendes de Melo, momja em o Mosteiro de Arouca.[7]

Também teve um filho ilegítimo:
- Soeiro Mendes de Melo[8]